# Protestas estudiantiles de Bangladés de 2015

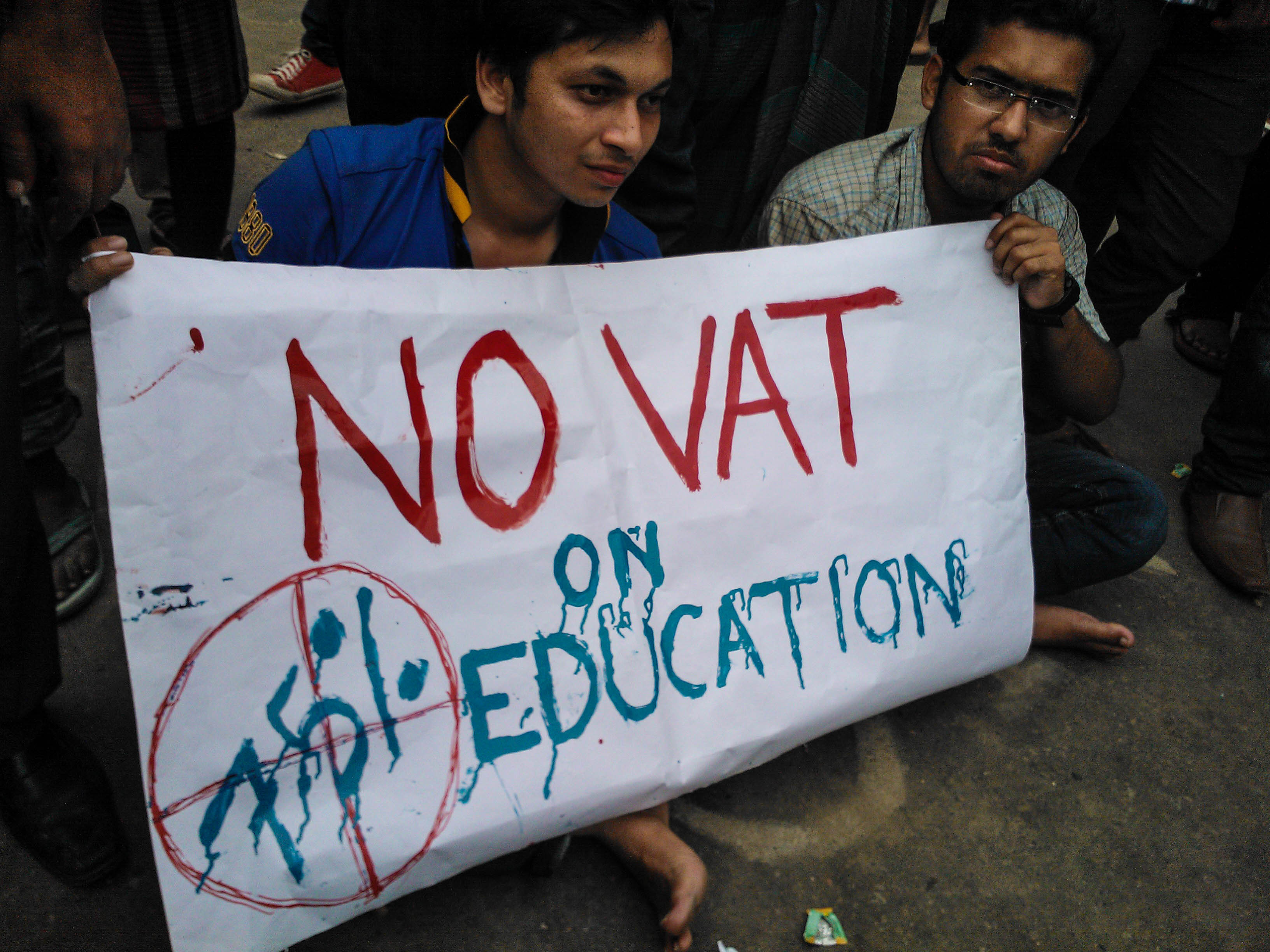
Estudiantes con un lienzo que dice.

Las protestas estudiantiles de Bangladés bajo el eslogan ''Sin IVA en la Educación'', fueron una serie de protestas realizadas por estudiantes de universidades privadas en Bangladés, quienes exigían la eliminación del impuesto del IVA en el ingreso a la educación superior privada.
El actual Ministro de Finanzas del gobierno de la Liga Awami introdujo por primera vez un 10% del IVA hacia la educación superior de las universidades privadas en el borrador del presupuesto para el período anual 2015-2016. Tras una fuerte oposición, el IVA fue reducido a un 7.5%. Este IVA fue eliminado por la división de finanzas, después de una reunión de gabinete, el 14 de septiembre de 2015.

## Historia
El gobierno del Presidente Zillur Rahman intentó imponer un IVA similar hacia la educación superior privada en 2010, pero esa decisión tuvo que ser revocada, luego de que se desencadenaran fuertes protestas estudiantiles. Sin embargo, durante el actual gobierno de Abdul Hamid, se impuso un IVA del 7.5% hacia las universidades privadas del país, por lo que desencadenó manifestaciones por parte de los estudiantes.

## Protestas

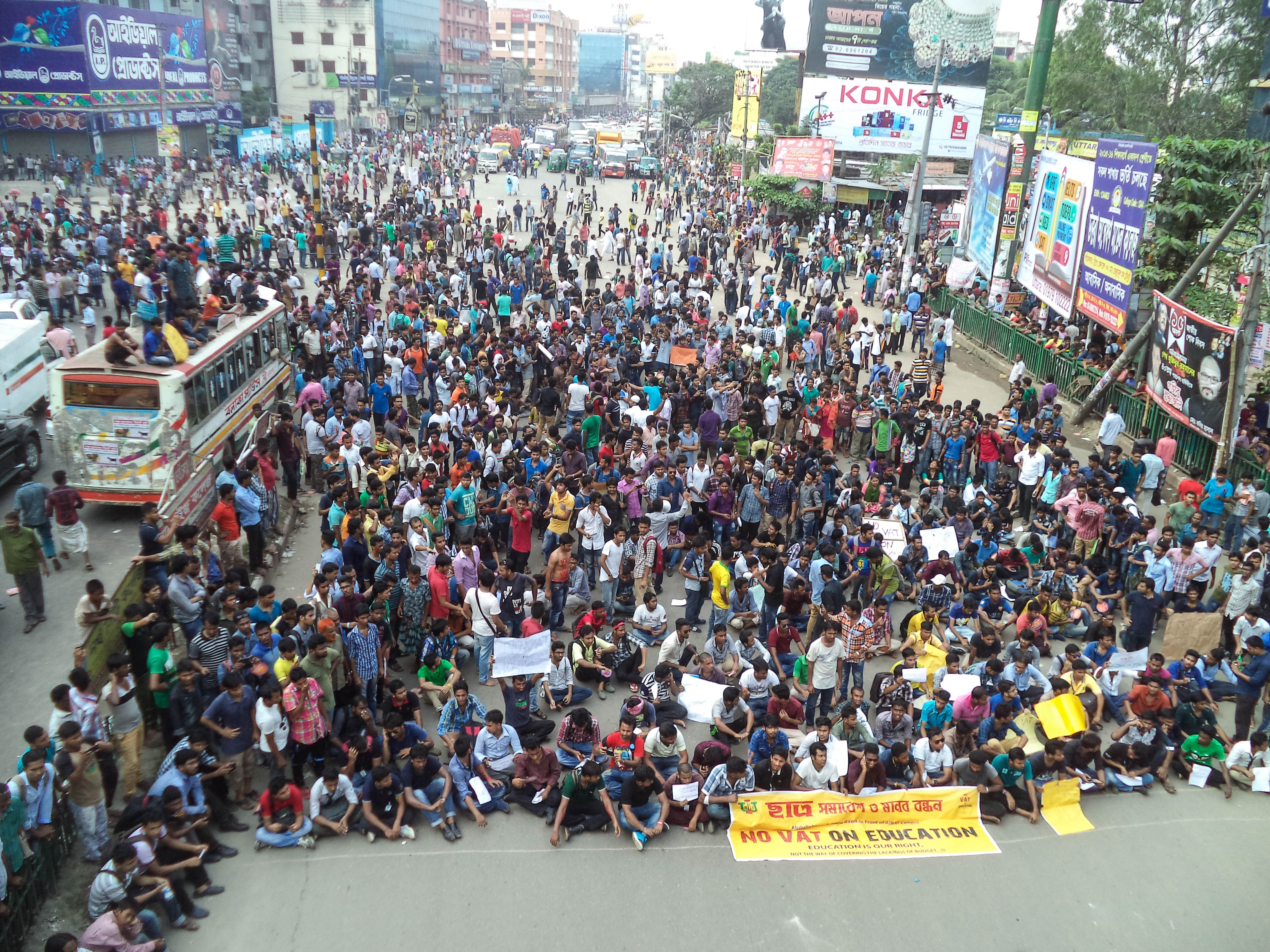
Estudiantes de universidades privadas, protestan en Uttara, Daca, sobre el IVA en las tasas de matrícula.

El 22 de junio, la policía frustró una marcha estudiantil que se estaba dirigiendo hacia la sede del Ministerio de Finanzas, para exigir sus demandas.
A comienzos de agosto de 2015, el gobierno anunció que no iban a retirar el IVA, y de que los estudiantes tenían la obligación de pagarlo. La noticia generó indignación entre los estudiantes del país. El 9 de septiembre, la policía abrió fuego en contra de una manifestación estudiantil en la sede nacional de la Universidad Oriente-Occidente. Esto causó la indignación y el inmediato apoyo a la causa, por parte de miles de otros estudiantes desde diferentes universidades. El 10 de septiembre, estudiantes de diferentes universidades privadas bloquearon las carreteras, para protestar por el IVA presente en las tasas de matrícula. La protesta estalló tras las polémicas declaraciones del Ministro de Finanzas, Abul Maal Abdul Muhith, manteniendo su postura sobre la prevalencia del IVA. El gobierno también anunció en un comunicado, de que el IVA solo se impuso hacia las autoridades de las universidades y no hacia los estudiantes, por lo que estos últimos no debían pagarlo.

## Incidentes
Hubo dos destacados incidentes durante las protestas. El primero ocurrió en Dhanmondi 27, en el que estudiantes de universidades privadas fueron reprimidos dos veces por la policía, y el segundo incidente ocurrió en la Plaza Banani-Kakoli.

## Resultado
El 14 de septiembre de 2015, en una reunión ordinaria de gabinete encabezada por la Primera ministra Sheikh Hasina, se decidió por parte de la comisión de Finanzas, la eliminación del impuesto del IVA en las matrículas.

## Galería

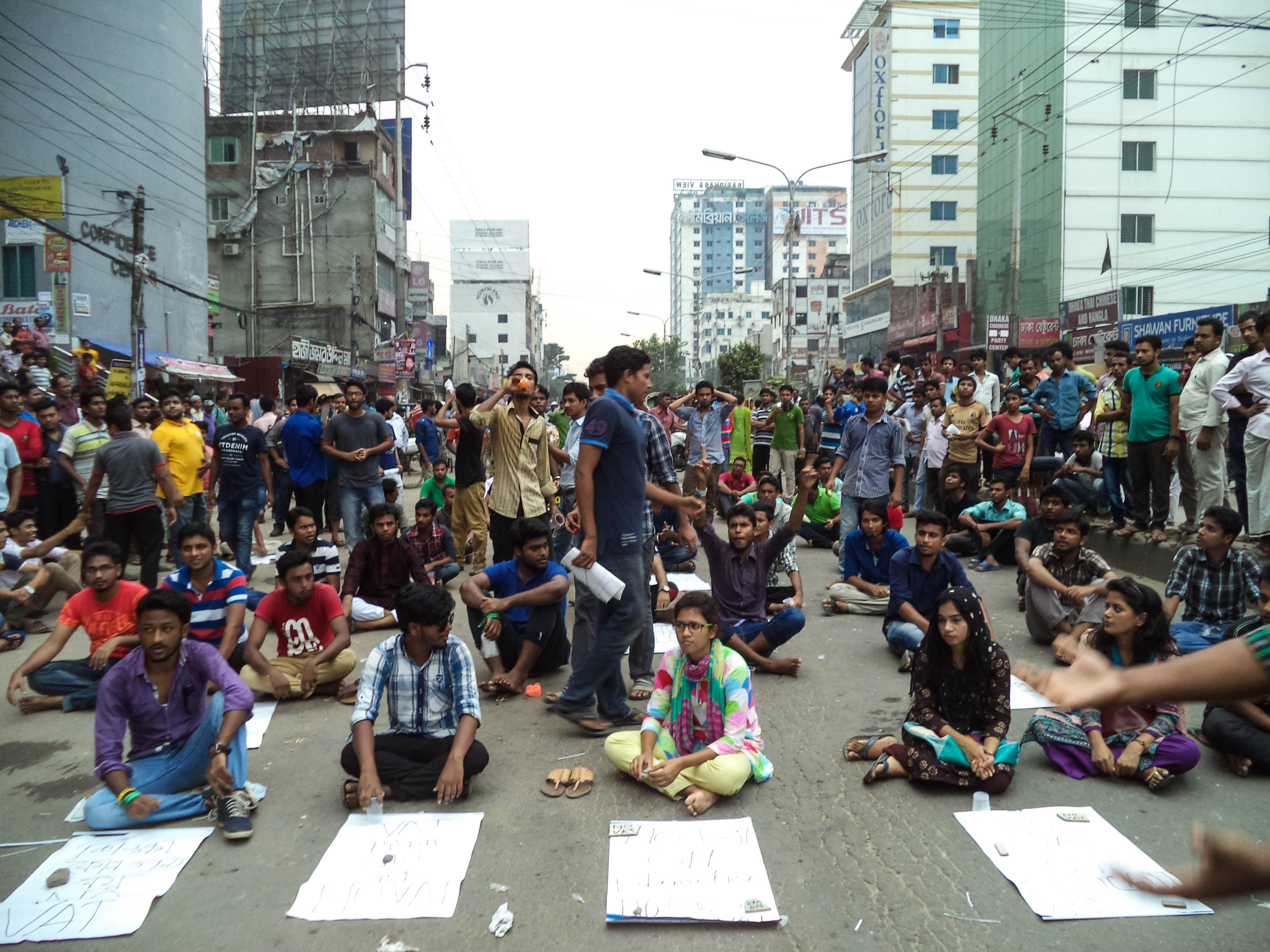
Protestas estudiantiles en Badda, Daca
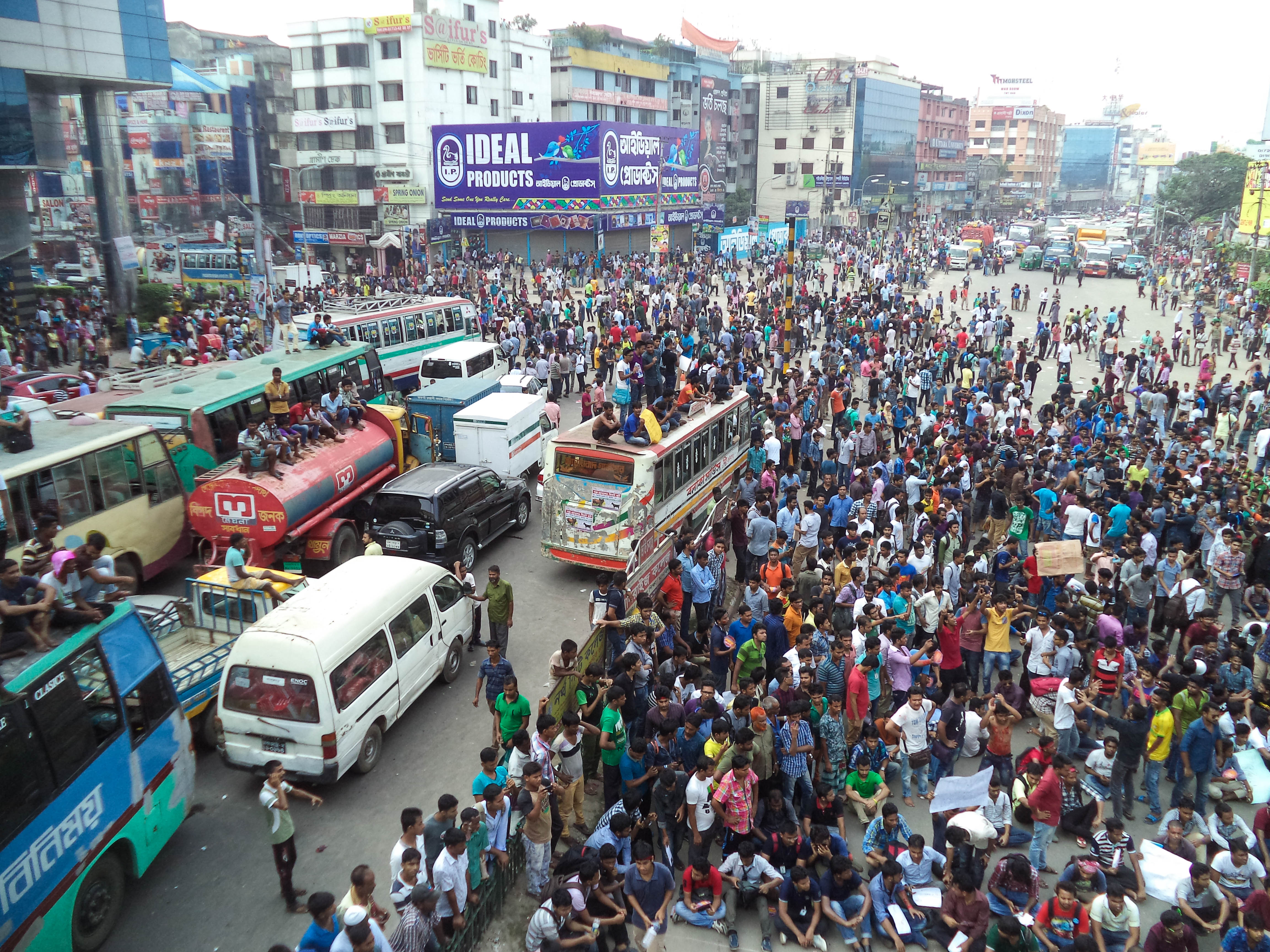
Protestas estudiantiles en Uttara, Daca
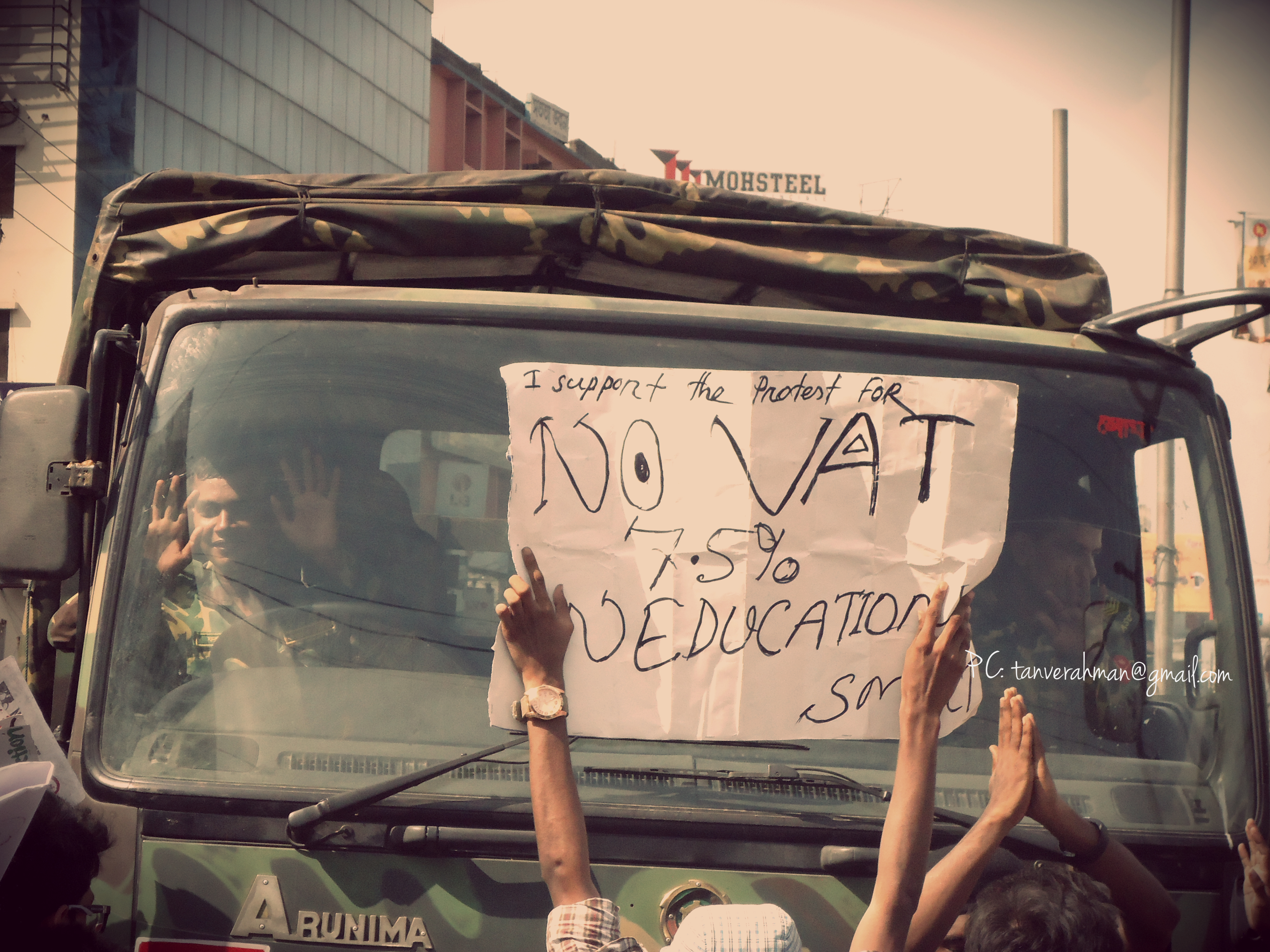
Un manifestante coloca un pancarta que dice ''No al 7.5% del IVA en la Educación'' al frente de un vehículo militar.
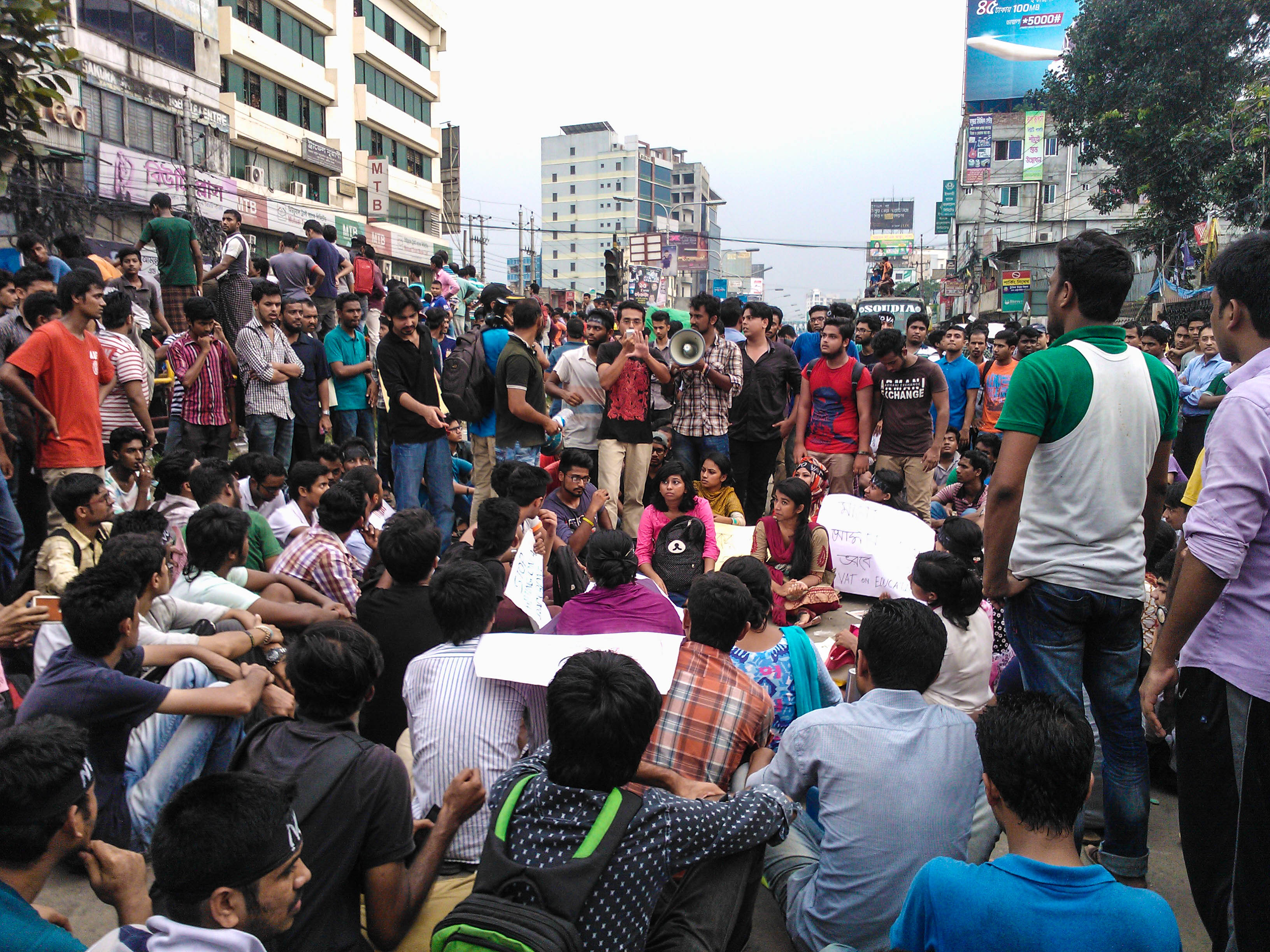
Estudiantes protestan en Bashundhara Gate, Daca.
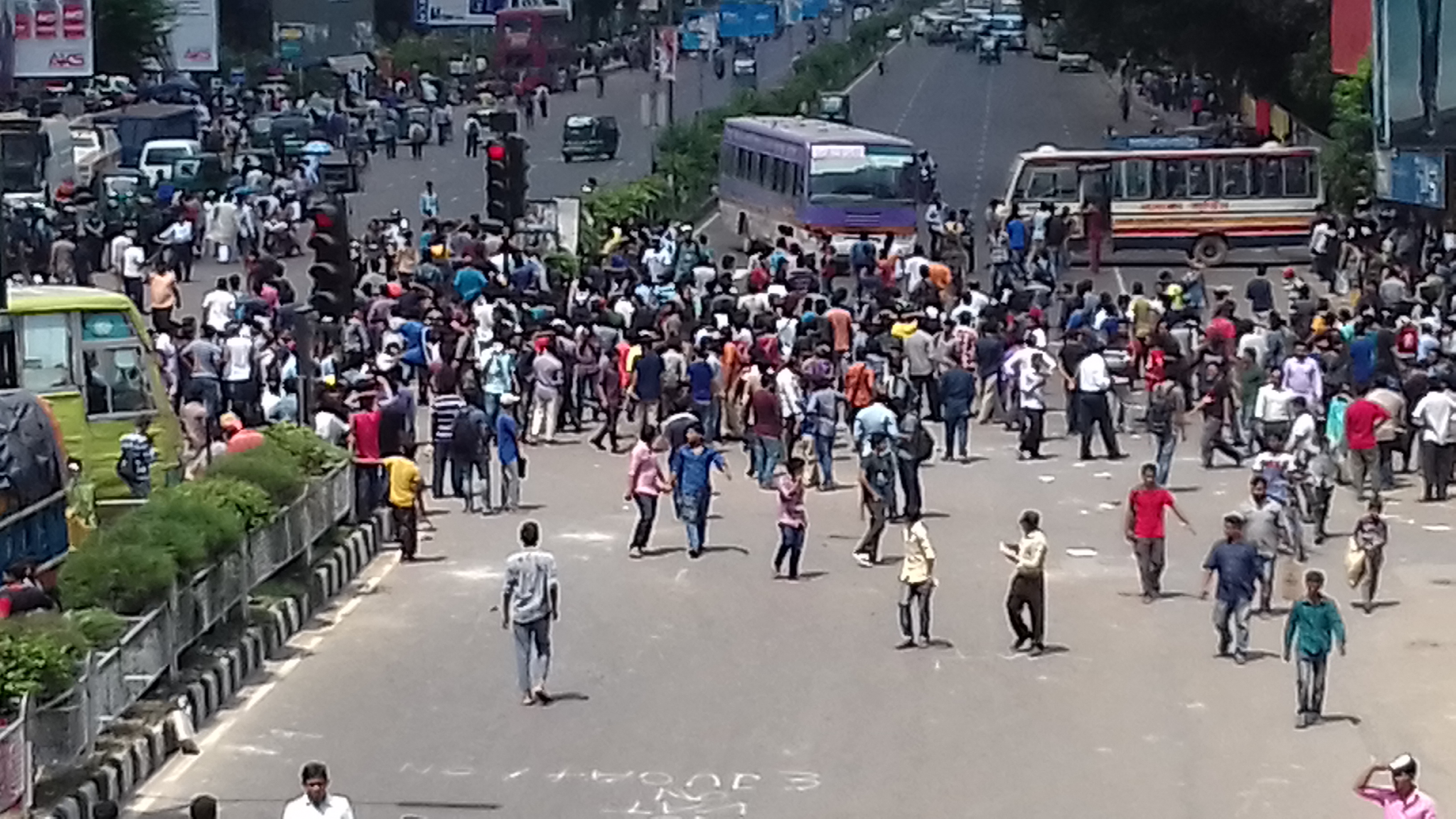
Marcha estudiantil en la Plaza Banani-Kakoli, Daca.
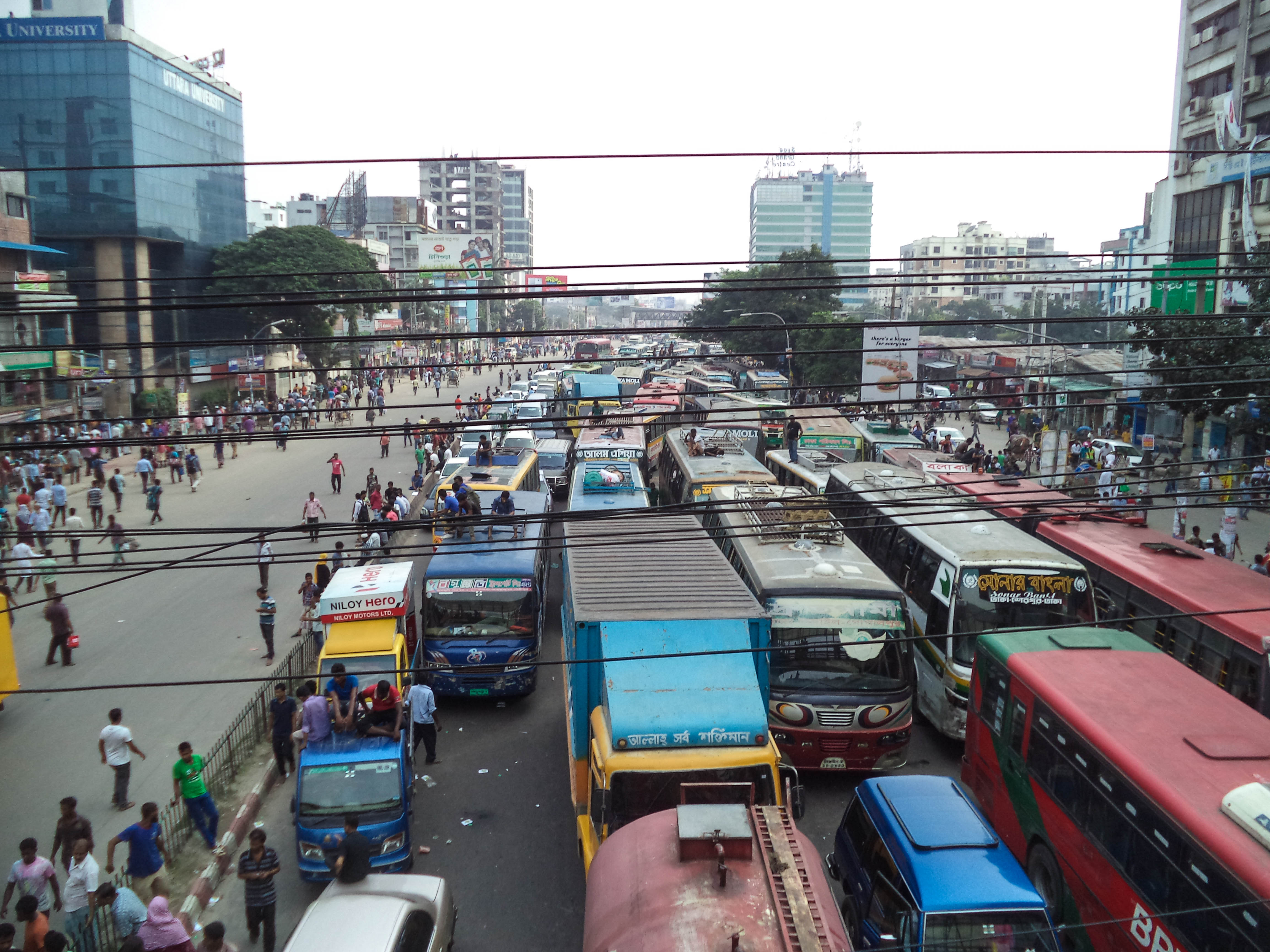
Gran congestión vehicular en Daca, durante el avance de una marcha estudiantil.